# Acrobat Reader
Acrobat Reader is een computerprogramma van Adobe Systems waarmee pdf-bestanden zijn te lezen. Het programma heette tot in 2015 Adobe Reader, maar eerder droeg het ook al de naam Acrobat Reader.
Pdf-bestanden bevatten documenten en kunnen op bijna alle ondersteunde besturingssystemen worden bekeken en afgedrukt. Acrobat Reader beschikt over een ingebouwde updatefunctie. De kleuren kunnen worden ingesteld, maar bijvoorbeeld ook de pagina-indeling, en er kan een digitale handtekening worden geplaatst.
Het is mogelijk om alle plug-ins te bekijken die Acrobat Reader gebruikt. Plug-ins (in de rechtermarge) worden gebruikt om bijkomende functies van tekstbewerking met Adobe te tonen, maar die grotendeels enkel met een maandabonnement te gebruiken zijn.
De ondersteuning voor Unix en Linux is stopgezet.